# فانربني نورث ويست
فانربني نورث ويست (بالإنجليزية: Vannarpannai North West)‏ هي منطقة سكنية تقع في سريلانكا في المقاطعة الشمالية.